# Faronta chilensis
Faronta chilensis är en fjärilsart som beskrevs av Butler 1882. Faronta chilensis ingår i släktet Faronta och familjen nattflyn. Inga underarter finns listade i Catalogue of Life.